# Жанна III (пфальцграфиня Бургундии)
Жанна III Французская (2 мая 1308 — 13 августа 1347) — герцогиня Бургундская, графиня Бургундская и графиня Артуа, старшая дочь короля Филиппа V Длинного и графини Жанны II д’Артуа.

## Жизнь
Была выдана замуж (18 июня 1318 года, Ножон-сюр-Сени) за Эда IV, герцога Бургундского и титулярного короля Фессалоники.
Унаследовала от своей матери (1330) графство Артуа и пфальцграфство Бургундское (Франш-Конте).
Имела шестерых сыновей, пятеро из которых умерли в детстве. Единственный выживший сын, Филипп по прозванию Монсеньор (1323—1346), погиб за год до смерти матери. Поэтому все владения Жанны III унаследовал её внук Филипп I Руврский.